# Pol Mainat Sardà
Pol Mainat Sardà (1975) és un actor, director, realitzador i discjòquei català.
Fill de Josep Maria Mainat i Rosa Maria Sardà, ha exercit d'actor, productor, creador de formats, DJ d'electrònica en sales i hotels a Barcelona i Madrid i, sobretot, director i realitzador. Amb la seva mare ha tingut diverses col·laboracions, entre les quals destaca Abuela de verano, una sèrie que TVE va emetre a la tardor del 2005 i en la qual Mainat, com a actor, feia de fill del personatge de Sardà. El 2011 també va participar en els 12 capítols de Dues dones divines, una comèdia amb Verónica Forqué i Rosa Maria Sardà per a TV3. El director i realitzador de tots els capítols era Pol Mainat Sardà, que també apareixia com a actor, i la sèrie estava produïda pel seu pare i el soci d'aquest, Toni Cruz, via Gestmusic. També és conegut per sèries com Majoria Absoluta (2002-2004), Los algos (2007-) o comèdies com Airbag (1997).